# Estlands regering

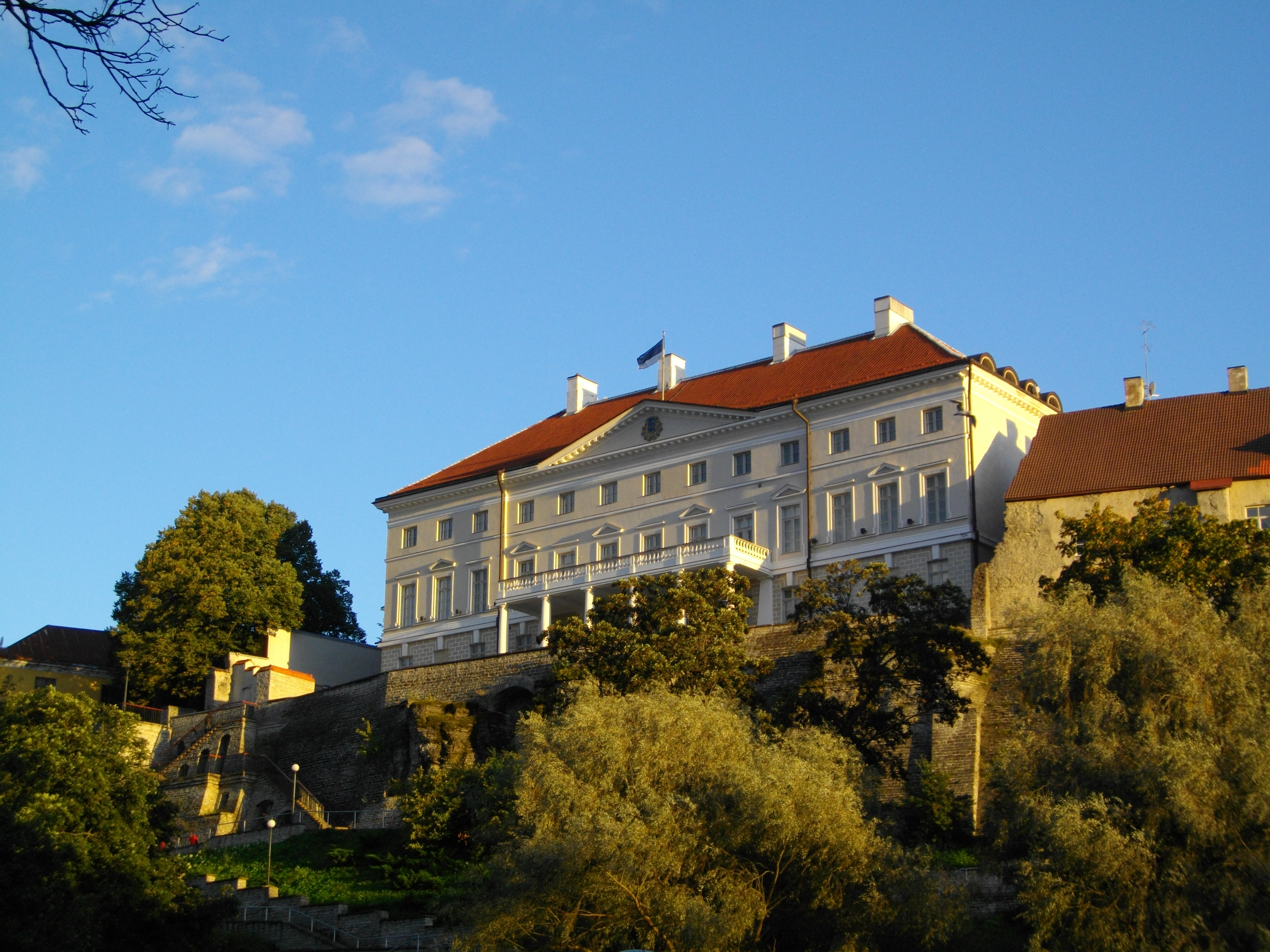
Stenbockska huset i Tallinn inrymmer Estlands regeringskansli.

Estlands regering, estniska: Eesti valitsus, formellt Vabariigi Valitsus ("Republikens regering"), är Republiken Estlands regering och utövar den verkställande makten i landet. Regeringen leds av Estlands premiärminister och ministrarna utses av premiärministern, utnämns formellt av Estlands president och godkänns av parlamentet, Riigikogu. 
Riigikogu har möjlighet att avsätta den sittande regeringen genom misstroendeförklaring.
Den nuvarande regeringen, Kaja Kallas andra regering, tillträdde 18 juli 2022, med Kallas (Reformpartiet) som premiärminister för en bred koalition bestående av liberala Reformpartiet, Socialdemokratiska partiet och liberalkonservativa Isamaa.
Estland har ett utpräglat parlamentariskt system där huvudansvaret för den verkställande makten vilar hos premiärministern och regeringen, medan Estlands president har en mer ceremoniell och representativ roll som statschef.
Regeringskansliet och premiärministern har sitt säte i Stenbockska huset på Domberget i centrala Tallinn.

## Uppgifter
Regeringens uppgifter enligt Estlands grundlag är att:
1. verkställa statens inrikes- och utrikespolitik
2. leda och koordinera statliga myndigheters arbete
3. administrera implementering av lagar, Riigikogus resolutioner och lagar efter Estlands presidents underskrift
4. lägga fram propositioner i Riigikogu och lägga fram internationella avtal för Riigikogu för ratifikation
5. lägga fram ett förslag till statsbudget för Riigikogu samt administrera budgetens implementering och rapportera om implementeringen till Riigikogu
6. utfärda regelverk och förordningar med stöd i lag och för lagens implementering
7. sköta relationer till andra stater
8. utföra andra utgifter som konstitutionen och lagen ålägger regeringen.

## Regeringar
| Nr | Regering                                            | Ämbetsperiod                          | Antal dagar |
| -- | --------------------------------------------------- | ------------------------------------- | ----------- |
| 1  | Konstantin Päts första övergångsregering            | 24 februari 1918 – 12 november 1918   | 262         |
| 2  | Konstantin Päts andra övergångsregering             | 12 november 1918 – 27 november 1918   | 16          |
| 3  | Konstantin Päts tredje övergångsregering            | 27 november 1918 – 9 maj 1919         | 164         |
| 4  | Otto Strandmans första regering                     | 9 maj 1919 – 18 november 1919         | 194         |
| 5  | Jaan Tõnissons första regering                      | 18 november 1919 – 28 juli 1920       | 254         |
| 6  | Ado Birks regering                                  | 28 juli 1920 – 30 juli 1920           | 3           |
| 7  | Jaan Tõnissons andra regering                       | 30 juli 1920 – 26 oktober 1920        | 89          |
| 8  | Ants Piips regering                                 | 26 oktober 1920 – 25 januari 1921     | 92          |
| 9  | Konstantin Päts första regering                     | 25 januari 1921 – 21 november 1922    | 666         |
| 10 | Juhan Kukks regering                                | 21 november 1922 – 2 augusti 1923     | 255         |
| 11 | Konstantin Päts andra regering                      | 2 augusti 1923 – 26 mars 1924         | 238         |
| 12 | Friedrich Karl Akels regering                       | 26 mars 1924 – 16 december 1924       | 266         |
| 13 | Jüri Jaaksons regering                              | 16 december 1924 – 15 december 1925   | 365         |
| 14 | Jaan Teemants första regering                       | 15 december 1925 – 23 juli 1926       | 221         |
| 15 | Jaan Teemants andra regering                        | 23 juli 1926 – 4 mars 1927            | 225         |
| 16 | Jaan Teemants tredje regering                       | 4 mars 1927 – 9 december 1927         | 281         |
| 17 | Jaan Tõnissons tredje regering                      | 9 december 1927 – 4 december 1928     | 362         |
| 18 | August Reis regering                                | 4 december 1928 – 9 juli 1929         | 218         |
| 19 | Otto Strandmans andra regering                      | 9 juli 1929 – 12 februari 1931        | 584         |
| 20 | Konstantin Päts tredje regering                     | 12 februari 1931 – 19 februari 1932   | 373         |
| 21 | Jaan Teemants fjärde regering                       | 19 februari 1932 – 19 juli 1932       | 152         |
| 22 | Kaarel Eenpalus första regering                     | 19 juli 1932 – 1 november 1932        | 106         |
| 23 | Konstantin Päts fjärde regering                     | 1 november 1932 – 18 maj 1933         | 199         |
| 24 | Jaan Tõnissons fjärde regering                      | 18 maj 1933 – 21 oktober 1933         | 157         |
| 25 | Konstantin Päts femte regering                      | 21 oktober 1933 – 24 april 1938       | 1647        |
| 26 | Kaarel Eenpalus andra regering                      | 9 maj 1938 – 12 oktober 1939          | 522         |
| 27 | Jüri Uluots regering                                | 12 oktober 1939 – 21 juni 1940        | 254         |
|    | Estland ockuperat av Sovjetunionen som Estniska SSR |                                       |             |
|    | Estland ockuperat av Nazityskland                   |                                       |             |
| 28 | Otto Tiefs tillförordnade regering                  | 18 september 1944 – 25 september 1944 | 8           |
|    | Estland ockuperat av Sovjetunionen som Estniska SSR |                                       |             |
| 29 | Johannes Sikkars exilregering                       | 12 januari 1953 – 22 augusti 1960     | 2780        |
| 30 | Aleksander Warmas exilregering                      | 1 januari 1962 – 29 mars 1963         | 453         |
| 31 | Tõnis Kints exilregering                            | 1 mars 1964 – 8 maj 1971              | 2625        |
| 32 | Heinrich Marks exilregering                         | 8 maj 1971 – 1 mars 1990              | 6873        |
| 33 | Enno Pennos exilregering                            | 20 juni 1990 – 7 oktober 1992         | 841         |
| 34 | Edgar Savisaars övergångsregering                   | 3 april 1990 – 30 januari 1992        | 668         |
| 35 | Tiit Vähis övergångsregering                        | 30 januari 1992 – 21 oktober 1992     | 266         |
| 36 | Mart Laars första regering                          | 21 oktober 1992 – 8 november 1994     | 749         |
| 37 | Andres Tarands regering                             | 8 november 1994 – 17 april 1995       | 161         |
| 38 | Tiit Vähis andra regering                           | 17 april 1995 – 6 november 1995       | 204         |
| 39 | Tiit Vähis tredje regering                          | 6 november 1995 – 17 mars 1997        | 498         |
| 40 | Mart Siimanns regering                              | 17 mars 1997 – 25 mars 1999           | 739         |
| 41 | Mart Laars andra regering                           | 25 mars 1999 – 28 januari 2002        | 1041        |
| 42 | Siim Kallas regering                                | 28 januari 2002 – 10 april 2003       | 438         |
| 43 | Juhan Parts regering                                | 10 april 2003 – 13 april 2005         | 735         |
| 44 | Andrus Ansips första regering                       | 13 april 2005 – 5 april 2007          | 723         |
| 45 | Andrus Ansips andra regering                        | 5 april 2007 – 6 april 2011           | 1463        |
| 46 | Andrus Ansips tredje regering                       | 6 april 2011 – 26 mars 2014           | 1086        |
| 47 | Taavi Rõivas första regering                        | 26 mars 2014 – 9 april 2015           | 380         |
| 48 | Taavi Rõivas andra regering                         | 9 april 2015 – 23 november 2016       | 594         |
| 49 | Jüri Ratas första regering                          | 23 november 2016 – 29 april 2019      | 887         |
| 50 | Jüri Ratas andra regering                           | 29 april 2019 – 26 januari 2021       | 638         |
| 51 | Kaja Kallas första regering                         | 26 januari 2021 – 18 juli 2022        | 538         |
| 52 | Kaja Kallas andra regering                          | 18 juli 2022 – 17 april 2023          | 273         |
| 53 | Kaja Kallas tredje regering                         | 17 april 2023 – 23 juli 2024          | 433         |
| 54 | Michals regering                                    | 23 juli 2024 –                        | 417         |